# Station Brugge-Noord
Station Brugge-Noord is een voormalig spoorwegstation langs spoorlijn 51 (Brugge - Blankenberge) in Brugge. Het was gelegen aan de Komvest nabij de Krakelebrug, op het tweede tracé van lijn 51 ter vervanging van de halte Brugge-Dok. In 1910 werd het derde tracé van lijn 51, via de Waggelwaterspoorbrug en het station Brugge-Sint-Pieters, in gebruik genomen, waarna geen passagierstreinen meer via Brugge-Noord reden. Enkel na de Eerste Wereldoorlog werd de oude lijn toch nog weer even gebruikt. Het terugtrekkende Duitse leger had namelijk op 18 oktober 1918 de Waggelwaterspoorbrug opgeblazen, waardoor het nieuwe tracé tijdelijk onbruikbaar was. Pas in november 1919 was de brug hersteld.
Assebroek ·
Brugge ·
Brugge-Dijk ·
Brugge-Dok ·
Brugge-Noord ·
Brugge-Sint-Pieters ·
Brugge-Vorming ·
Brugge-Zeehaven ·
Dudzele ·
Dudzele-Kanaal ·
Lissewege ·
Sint-Michiels ·
Steenbrugge ·
Zeebrugge-Vorming ·
Zeebrugge-Dorp ·
Zeebrugge-Strand ·
Zwankendamme